# 尚-皮爾·桑里
让-皮埃尔·热内（法語：Jean-Pierre Jeunet，1953年9月3日—），法國導演，作品通常以幻想與現實交錯為故事的主線。

## 作品
- 1989年：《我喜歡的東西，討厭的東西》（Foutaises，短片）
- 1991年：《黑店狂想曲》（Delicatessen）
- 1995年：《驚異狂想曲（英语：The City of Lost Children）》（La Cité des enfants perdus）
- 1997年：《異形4：浴火重生》（Alien Resurrection）
- 2001年：《愛蜜莉的異想世界》（Le Fabuleux Destin d'Amélie Poulain）
- 2004年：《漫长的婚约》（Un long dimanche de fiançailles）
- 2009年：《子彈頭·大復仇》（Micmacs à tire-larigot）
- 2013年：《少年斯派維的奇異旅行》（L'Extravagant Voyage du jeune et prodigieux T. S. Spivet）
- 2015年：《风流才子》（Casanova，電視電影）
- 2016年：Deux escargots s'en vont（短片）[1]
- 2022年：《烏龍智慧管家》（Bigbug）

## 外部連結
- 让-皮埃尔·热内在互联网电影资料库（IMDb）上的資料（英文）
- 尚-皮爾·桑里在豆瓣上的资料（简体中文）